# 58279 Kamerlingh
58279 Kamerlingh è un asteroide della fascia principale. Scoperto nel 1993, presenta un'orbita caratterizzata da un semiasse maggiore pari a 3,9704126 UA e da un'eccentricità di 0,1387161, inclinata di 5,84179° rispetto all'eclittica. È intitolato al fisico nederlandese Heike Kamerlingh Onnes (1853-1926), pioniere della criogenia.